# Nothotrichia shasta
Nothotrichia shasta är en nattsländeart som beskrevs av Harris och Armitage 1997. Nothotrichia shasta ingår i släktet Nothotrichia och familjen smånattsländor. Inga underarter finns listade i Catalogue of Life.